# Nuestra casa a la izquierda del tiempo
Nuestra casa a la izquierda del tiempo è un album di raccolta del gruppo musicale spagnolo La Oreja de Van Gogh, pubblicato nel 2009.

## Tracce
1. París
2. Cuéntame al oído
3. El último vals
4. La playa
5. Rosas
6. 20 de enero
7. Jueves
8. Loa loa
9. Muñeca de trapo
10. Soledad
11. Deseos de cosas imposibles
12. Puedes contar conmigo